# Marian Maciejczyk
Marian Bronisław Maciejczyk (ur. 27 lutego 1950 w Goczałkowicach-Zdroju) – polski inżynier i samorządowiec, działacz opozycji w okresie PRL, wiceprezydent Gliwic i Bytomia.

## Życiorys
W 1978 ukończył studia na Wydziale Automatyki, Informatyki i Elektroniki Politechniki Śląskiej. Od 1971 do 1984 pracował w gliwickich przedsiębiorstwach przemysłowych. W drugiej połowie lat 80. pracował w Spółdzielni Pracy Automatyków „Proster”.
W 1980 wstąpił do „Solidarności”, był delegatem na I KZD w Gdańsku. Po wprowadzeniu stanu wojennego współpracował z podziemnymi władzami Regionu Śląsko-Dąbrowskiego związku. Za działalność opozycyjną został aresztowany w maju 1986, zwolniono go we wrześniu tego samego roku. Od 1987 do 1988 pełnił funkcję niejawnego przewodniczącego RKW Regionu Śląsko-Dąbrowskiego. W latach 1989–1990 był wiceprzewodniczącym i następnie przewodniczącym Komitetu Obywatelskiego w Gliwicach.
Należał do Kongresu Liberalno-Demokratycznego i Unii Wolności. Od 2001 związany z Platformą Obywatelską.
Od 1990 do 1992 zajmował stanowisko wiceprezydenta Gliwic, do 1998 był radnym miasta. Później pracował w firmach związanych z Hestią i jako wiceprezes Państwowej Agencji Restrukturyzacji Górnictwa. W latach 2002–2006 był radnym sejmiku śląskiego II kadencji. W 2007 został zastępcą prezydenta Bytomia, funkcję tę pełnił do 2012. Następnie do 2016 był wiceprezesem Funduszu Górnośląskiego. Później przeszedł na emeryturę.

## Odznaczenia
W 2016 został odznaczony Krzyżem Wolności i Solidarności.